# Gōtsu
Gōtsu (jap. 江津市 Gōtsu-shi) – miasto w Japonii, na wyspie Honsiu, w prefekturze Shimane.

## Położenie
Miasto leży w centralnej części prefektury Shimane nad Morzem Japońskim. Graniczy z miastami:
- Odą
- Hamadą

## Historia
Gotsu otrzymało prawa miejskie 1 kwietnia 1954 roku.

## Miasta partnerskie
- Stany Zjednoczone: Corona